# Arendalsbanan
Arendalsbanan var en speedwayarena som ligger i Arendal på Hisingen i Göteborg. Arendalsbanan var tidigare Kaparnas hemmabana.
Arenan hade en längd på 336 meter, bredd på 12,5 meter, kurvradie på 30 meter och en kurvbredd på 17,5 meter.
Publikrekordet för arenan var 5 940 åskådare och sattes 24 september 2002 i en match mellan Kaparna och Rospiggarna. Banrekordet 60,1 sattes av Tony Rickardsson för Masarna 24 september 2004.